# Neapoli-Sykies
Neapoli-Sykies (griechisch Νεάπολη-Συκιές (f. sg.)-(f. pl.)) ist eine Gemeinde in der griechischen Region Zentralmakedonien. Sie wurde anlässlich der Verwaltungsreform 2010 aus dem Zusammenschluss von vier Gemeinden gebildet. Verwaltungssitz ist Sykies.

## Lage
Die Gemeinde Neapoli-Sykies grenzt im Norden an Thessaloniki an. Während Neapoli, Sykies und Agios Pavlos übergangslos an die Bebauung Thessalonikis anschließen, liegt Pefka nördlich des Waldes Seich Sou. Nachbargemeinden sind im Osten Pylea-Chortiatis, im Norden Pavlos Melas sowie Ambelokipi-Menemeni im Westen.

## Verwaltungsgliederung
Die Gemeinde Neapoli-Sykies wurde anlässlich der Verwaltungsreform 2010 aus dem Zusammenschluss der Gemeinden Agios Pavlos, Neapoli, Sykies und der Landgemeinde Pefka gebildet, diese bilden seitdem die vier Gemeindebezirke. Verwaltungssitz ist Sykies.
| Gemeindebezirk | griechischer Name             | Code   | Fläche (km²) | Einwohner 2011 | Stadtbezirk (Δημοτική Κοινότητα) | Lage |
| -------------- | ----------------------------- | ------ | ------------ | -------------- | -------------------------------- | ---- |
| Sykies         | Δημοτική Ενότητα Συκεών       | 071001 | 7,950        | 37.753         | Sykies                           |      |
| Agios Pavlos   | Δημοτική Ενότητα Αγίου Παύλου | 071002 | 1,909        | 06.852         | Agios Pavlos                     |      |
| Neapoli        | Δημοτική Ενότητα Νεαπόλεως    | 071003 | 0,897        | 27.084         | Neapoli                          |      |
| Pefka          | Δημοτική Ενότητα Πεύκων       | 071004 | 1,738        | 13.052         | Pefka                            |      |
| Gesamt         | Gesamt                        | 0710   | 12,494       | 84.741         |                                  |      |